# Gunung Teungkualueseukeuem
Gunung Teungkualueseukeuem är en kulle i Indonesien.   Den ligger i provinsen Aceh, i den västra delen av landet, 1 700 km nordväst om huvudstaden Jakarta. Toppen på Gunung Teungkualueseukeuem är 140 meter över havet.
Terrängen runt Gunung Teungkualueseukeuem är platt åt sydväst, men åt nordost är den kuperad.Runt Gunung Teungkualueseukeuem är det ganska glesbefolkat, med 22 invånare per kvadratkilometer. I omgivningarna runt Gunung Teungkualueseukeuem växer i huvudsak städsegrön lövskog.